# Тамановичи
Тамановичи (укр. Тамановичі) — село в Шегининской сельской общине Яворовского района Львовской области Украины.
Население по переписи 2001 года составляло 208 человек. Занимает площадь 1,174 км². Почтовый индекс — 81352. Телефонный код — 3234.